# Dieu (Hugo)
Pour les articles homonymes, voir Dieu (homonymie).
Dieu est un vaste poème de Victor Hugo.
Commencé dès 1855 (Hugo en lut des passages à ses amis et à sa famille cette année-là), le poème a connu à peu près le même destin que La Fin de Satan. Cependant, à la différence de ce dernier, Hugo y puisera parfois des groupes entiers de vers pour les réutiliser dans d'autres projets (par exemple pour Religions et religion).
Dieu fait partie avec La Fin de Satan et La Légende des Siècles d'un immense ensemble destiné à décrire les trois faces de l'Être. Le  poème se présente sous la forme d'une quête intérieure et mystique, mais ne possède pas la vigueur narrative des Petites Épopées ni le caractère épique et frappant de La Fin de Satan, ce qui en rend la lecture plus difficile. Le poème fut publié de manière posthume en 1891.

« Que ce poème au vol de feu
Effleure le siècle où nous sommes,
Qu'il passe vite et brille peu,
Et qu'à travers l'oubli des hommes,
Sombre, il s'en retourne vers Dieu. »